# Satoshi Hirose
Satoshi Hirose (廣瀬 敏, Hirose Satoshi), né le 17 mars 1976, est un coureur cycliste japonais, professionnel entre 1999 et 2008.

## Biographie
Satoshi Hirose commence sa carrière en 1999 au sein de l'équipe cycliste Besson Chaussures-Nippon Hodo. En 2003, il remporte une étape du Tour de Hokkaido et s'adjuge le classement général final. À partir de 2006, il court pour l'équipe continentale japonaise Aisan Racing. Lors du Herald Sun Tour 2006, il obtient une victoire sur la quatrième étape de la course, disputée entre Nagambie et Benalla. En 2007, il gagne une étape du Tour de Taïwan et récidive sur l'édition 2008 du Tour de Kumano. Il termine sa carrière de cycliste à l'issue de la saison 2008.

## Palmarès
- 2000
  - Deux Jours du Perche
  - 2e du Critérium de Terrebourg
- 2002
  - Tour de Kumano
  - 2e du Tour d'Okinawa
- 2003
  - Tour de Hokkaido :
    - Classement général
    - 3e étape
- 2006
  - 4e étape de Herald Sun Tour
  - 2e du Tour de Hainan
  -  Médaillé de bronze du contre-la-montre par équipes aux Jeux asiatiques
- 2007
  - 7e étape du Tour de Taïwan
- 2008
  - 1re étape du Tour de Kumano
  - 2e du Tour de Kumano

## Classements mondiaux
| Année            | 2005 | 2006 | 2007 | 2008 |
| ---------------- | ---- | ---- | ---- | ---- |
| UCI Asia Tour    | 157e |      | 17e  | 43e  |
| UCI Oceania Tour |      |      | 41e  |      |